# Roberta Peters
Roberta Peters, właśc. Roberta Petermann (ur. 4 maja 1930 w Nowym Jorku, zm. 18 stycznia 2017 tamże) – amerykańska śpiewaczka operowa, sopran.

## Życiorys
Uczyła się w Nowym Jorku u Williama Pierce’a Hermanna. Zadebiutowała na scenie w 1950 roku w nowojorskiej Metropolitan Opera jako Zerlina w Czarodziejskim flecie W.A. Mozarta. Z Metropolitan Opera związana była do 1983 roku. Gościnnie występowała w Londynie, Salzburgu, Wiedniu, Monachium, Berlinie, Leningradzie i Moskwie. Jej repertuar obejmował operowe partie liryczne i koloraturowe, występowała ponadto w operetkach i musicalach, pojawiała się też w filmach i telewizji. Dokonała licznych nagrań płytowych, z których cenione są kreacje Zerbinetty i Rozyny pod batutą Ericha Leinsdorfa oraz Królowej Nocy pod batutą Karla Böhma. We współpracy z Louisem Biancollim napisała autobiografię A Debut at the Met (wyd. Nowy Jork 1967).
Odznaczona National Medal of Arts (1998).